# Биси (Сома)
Биси (фр. Bussu) насеље је и општина у североисточној Француској у региону Пикардија, у департману Сома која припада префектури Перон.
По подацима из 2011. године у општини је живело 218 становника, а густина насељености је износила 32,11 становника/km². Општина се простире на површини од 6,79 km². Налази се на средњој надморској висини од 70 метара (максималној 129 m, а минималној 52 m).

## Демографија
| 1962. | 1968. | 1975. | 1982. | 1990. | 1999. | 2011. |
| ----- | ----- | ----- | ----- | ----- | ----- | ----- |
| 228   | 255   | 244   | 260   | 231   | 229   | 218   |

График промене броја становника у току последњих година